# La Prensa Gráfica
La Prensa Gráfica, conocido comúnmente solo como La Prensa es un periódico matutino salvadoreño fundado el 10 de mayo de 1915 por Antonio y José Dutriz que ofrece ediciones en línea para El Salvador y para Estados Unidos. El actual director de La Prensa Gráfica es José Roberto Dutriz.

## Historia
En sus inicios el periódico era conocido como La Prensa, el cual fue fundado el 10 de mayo de 1915 por los hermanos Antonio y José Dutriz, cuya sede se encontraba en la 3.ª calle poniente, en el centro de San Salvador, cuyo periódico se vendía en la calle a 5 centavos de colón. El periódico se expandió y trajo nuevo equipo en 1916.
Antonio y José Dutriz fueron los primeros directores del periódico. Antonio se retiró 1928 debido a una enfermedad, y José permaneció como dueño en solitario. José Dutriz se retiró en 1934 y el periódico quedó bajo la dirección de Manuel Andino. José Quetglas se convirtió en el director del periódico el 5 de noviembre de 1939 y unió los periódicos La Prensa y El Gráfico el 9 de agosto de 1939 para conformar lo que se conocería como La Prensa Gráfica.
Durante el periodo de Quetglas como director, el periódico tuvo que lidiar con el problema de la censura bajo el gobierno del General Maximiliano Hernández Martínez. Los directores y dueños del periódico se encontraron con varios problemas bajo el mandato de Hernández Martínez. José Dutriz, Jr. fue encarcelado y Quetglas era perseguido en un intento para ejecutarlo. Quetglas se fue a exilio el 2 de abril de 1944 y Ramón Pleités se volvió el director en funciones del periódico. Debido a la repatriación de Quetglas, Pleités asumió el título de director el 17 de julio de 1944. Después que la situación se estabilizara en El Salvador, José Dutriz Jr. se convirtió en el director del periódico en 1951. Durante su periodo, Dutriz Jr. introdujo el uso de clasificados y caricaturas. Dutriz Jr. se retiró en 1986 y Rodolfo Dutriz se volvió el nuevo director del periódico.
Un libro publicado en 2002 titulado José Dutriz y el diario ‘La Prensa' relata la historia del periódico y de su fundador.
La cadena televisiva Univisión y La Prensa Gráfica forjaron una alianza en 2004 para impulsar el intercambio de información. Bajo este acuerdo, el periódico tendría transmisión directa, vía satélite, de sus noticias en Estados Unidos.
El 28 de agosto de 2014 fallece Rodolfo Dutriz, asumiendo de director el cargo el presidente del Grupo Dutriz José Roberto Dutriz.

## Columnistas
- Alberto Arene
- Ana María Herrarte
- Carlos Alejandro Varaona
- Diego Recalde
- Rafael Castellanos
- Alvaro Bermúdez Valle
- Kalena de Velado
- Geovanny Vicente Romero
- Ismael Cala
- Lionel Torielo Nájera
- Rodrigo Guerra y Guerra
- Rutilio Silvestri